# 布羅肯希爾斯 (內華達州)
布羅肯希爾斯（英語：Broken Hills）是位於美國內華達州米納勒爾縣的鬼鎮。

## 歷史
布羅肯希爾斯的郵局於1920年設立，其後於1935年停運。

## 地理
布羅肯希爾斯所處的海拔為高於海平面1637米（即5371英呎），而該地所採用的時區為UTC-8，即太平洋时区（PST）。同時該地設有夏令時間，為UTC-8調快一小時，即UTC-7（PDT）。